# Gildo Monari
Gildo Monari, né le 13 décembre 1918 à Finale Emilia en (Émilie-Romagne) et mort le 19 juin 1994 à Cento en (Émilie-Romagne), est un coureur cycliste italien, professionnel entre 1939 et 1952. Il a notamment terminé sixième de Paris-Roubaix en 1948. 
Son cousin Anito (né en 1940) a également été coureur cycliste. 

## Palmarès
- 1946
  - Coppa Pastificio Barbieri
- 1947
  - Trophée Minardi
- 1948
  - 6e du Paris-Roubaix
- 1949
  - 3e de la Coppa Bottecchia

## Résultats sur les grands tours

### Tour d'Italie
4 participations
- 1940 : 35e
- 1947 : abandon
- 1948 : 27e
- 1949 : abandon